# Roberto Anzolin
Roberto Anzolin (Valdagno, 18 de abril de 1938 - Roma, 6 de outubro de 2017) foi um futebolista italiano, que jogou como goleiro. Considerado como um dos melhores goleiros italianos de sua geração, ele jogou por vários times italianos, mas é lembrado principalmente por seu tempo na Juventus. Em nível internacional, ele representou a seleção italiana e foi membro da seleção italiana na Copa do Mundo de 1966.

## Carreira
Anzolin fez sua estréia profissional no Marzotto Valdagno e jogou lá entre 1956 e 1959. Depois ele se transferiu para o Palermo  e jogou lá por duas temporadas. Antes de jogar sua partida final da temporada 1960-61 na Serie B, ele foi informado de sua transferência para a Juventus, vencedora da Serie A, que o contratou por Tarcisio Burgnich e 100 milhões de liras.

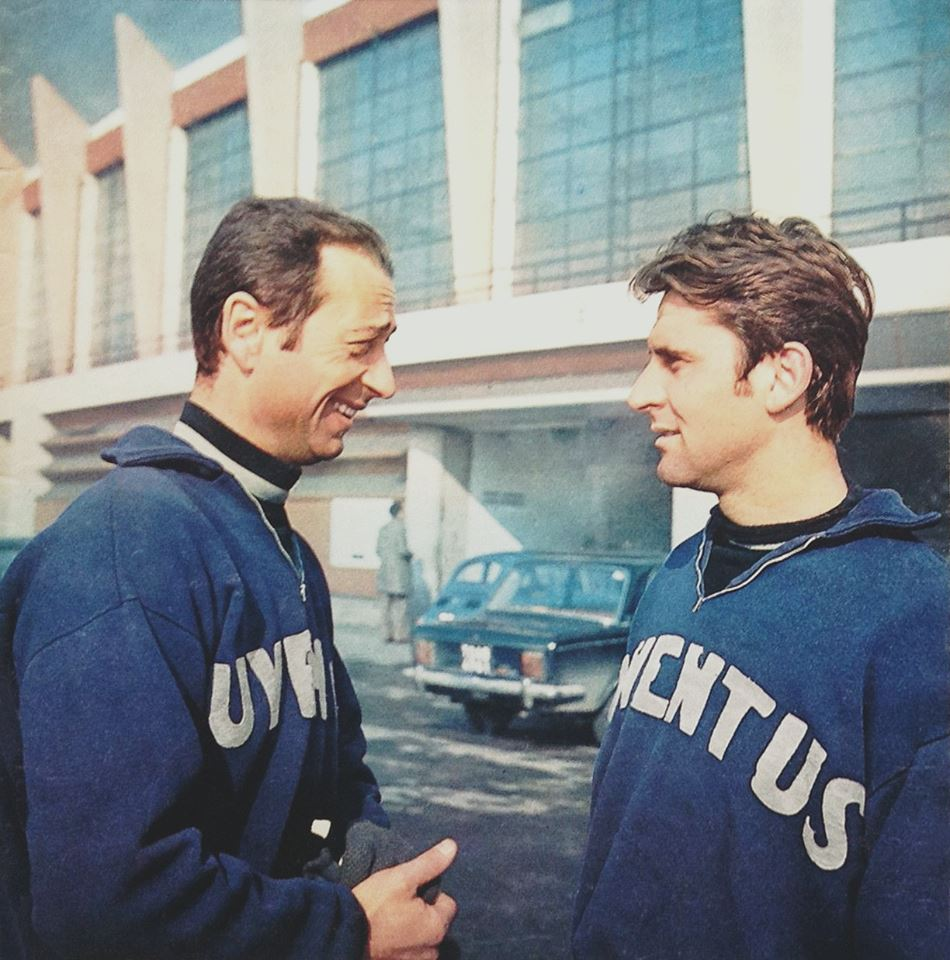
Anzolin na temporada 1968-1969, em um treino junto com o colega Giuliano Sarti.

Anzolin jogou a maior parte da década de 1960 com o gigante Juventus, fazendo 305 jogos (230 na Serie A). Durante seu tempo no clube, ele ganhou uma Serie A na temporada 1966-1967, bem como uma Coppa Italia na temporada 1964-1965. Ele também ganhou um pequeno troféu internacional com o clube, a Coppa delle Alpi, em 1963.
Com a Juventus, ele também chegou às semifinais da Taça dos Clubes Campeões Europeus de 1967–68 e perdeu para o Benfica.
Após seu tempo com a Juventus durante os anos 60 e início dos anos 70, ele jogou pelo Atalanta por uma temporada na Serie B, ajudando seu clube a ganhar o campeonato. Posteriormente, mudou-se para o Lanerossi Vicenza como segundo goleiro, antes de terminar sua carreira aos 40 anos, jogando na Serie C pelo Riccione e pelo JuniorCasale, ganhando dois troféus consecutivos "semiprofissionais" da Coppa Italia com Monza, entre 1973 e 1975.

## Seleção
Anzolin fez parte da seleção italiana na Copa do Mundo de 1966, como reserva dos goleiros Albertosi e Pizzaballa. Ele fez sua única aparição para a Azzurra em um amistoso pré-Copa do Mundo contra o México em 29 de junho de 1966, que terminou em uma vitória por 5-0 para a Itália.

## Estilo de Jogo

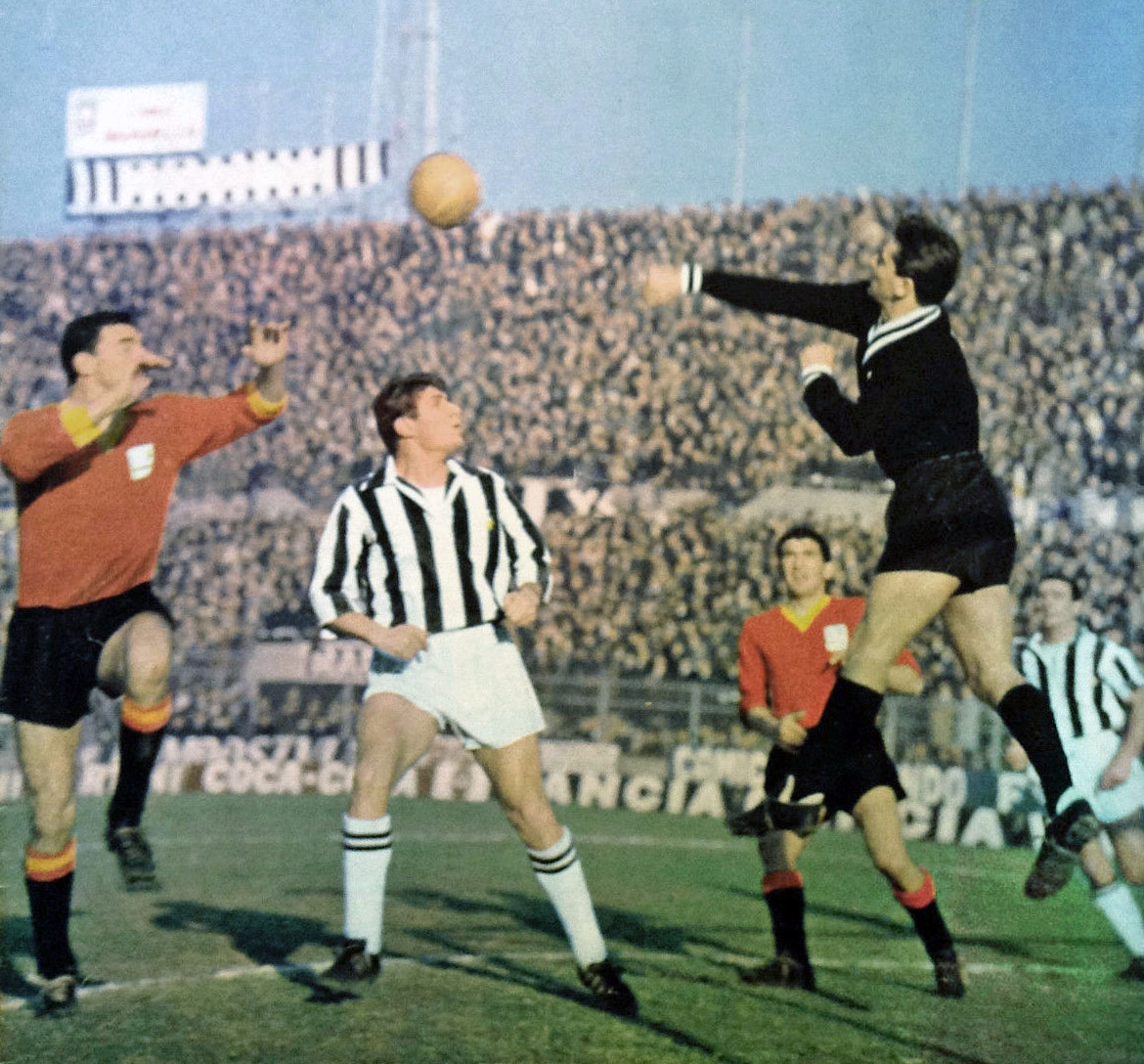
Anzolin em ação na Juventus em 1965 contra o Messina.

Durante o seu auge, Anzolin foi considerado como um dos melhores goleiros da Itália, devido à sua consistência. Ele era um goleiro eficiente, reativo e ágil, com um bom senso de posição, que era muito rápido em recolher a bola, embora às vezes ele fosse encoberto pois não era muito alto. Por causa de seu nome, agilidade e estatura relativamente pequena para um goleiro - com 1,76 m -, recebeu o apelido de "La Zanzara" (mosquito, em italiano).la zanzara

## Títulos
- Serie A: 1966–67
- Coppa Italia: 1964–65
- Coppa delle Alpi: 1963